# Lưu Hải Tinh
Lưu Hải Tinh (tiếng Trung giản thể: 刘海星, bính âm Hán ngữ: Liú Hǎixīng; sinh tháng 4 năm 1963, người Hán) là nhà ngoại giao, chính trị gia nước Cộng hòa Nhân dân Trung Hoa. Ông là Ủy viên Ủy ban Trung ương Đảng Cộng sản Trung Quốc khóa XX, hiện là Phó Chủ nhiệm Văn phòng Ủy ban An toàn Quốc gia Trung ương, Ủy viên Ủy ban Thường vụ Nhân Đại Trung Quốc khóa XIII, Phó Chủ nhiệm Ủy ban Tư pháp và Giám sát Nhân Đại Trung Quốc. Ông từng là Trợ lý Bộ trưởng Bộ Ngoại giao, Ty trưởng Ty Châu Âu.
Lưu Hải Tinh là đảng viên Đảng Cộng sản Trung Quốc, học vị Cử nhân Ngôn ngữ Pháp. Ông sinh ra trong một gia đình cách mạng và ngoại giao, có sự nghiệp phần lớn trong lĩnh vực này với nhiều năm công tác ở châu Âu.

## Xuất thân và giáo dục
Lưu Hải Tinh sinh tháng 4 năm 1963 tại thủ đô Bắc Kinh, quê quán tại huyện Giang Âm, thuộc chuyên khu Tô Châu, nay là thành phố cấp huyện Giang Âm thuộc địa cấp thị Vô Tích, tỉnh Giang Tô, Cộng hòa Nhân dân Trung Hoa. Ông sinh ra trong một gia đình cách mạng, có bố là Lưu Thuật Khanh (1925), nguyên Phó Bộ trưởng Bộ Ngoại giao Trung Quốc, Chủ nhiệm Văn phòng Ngoại sự Quốc vụ viện, chính trị gia cấp bộ trưởng. Lớn lên và tốt nghiệp phổ thông ở Bắc Kinh, tháng 9 năm 1981, ông thi cao khảo và đỗ Học viện Ngoại ngữ Bắc Kinh (nay là Đại học Ngoại ngữ Bắc Kinh), theo học Khoa Pháp ngữ và tốt nghiệp Cử nhân Ngôn ngữ Pháp vào tháng 7 năm 1985. Trong những năm đại học, ông cũng được kết nạp Đảng Cộng sản Trung Quốc. Những năm 1987–88, tại Paris của Pháp, ông theo học chương trình ngoại giao châu Âu tại Viện Quản lý hành chính công Quốc tế (International Institute of Public Administration Diplomacy Section Paris), sau đó tiếp tục tham gia chương trình ngoại giao ở Trường Hành chính Quốc gia Pháp giai đoạn 1994–96.

## Sự nghiệp

### Ngoại giao châu Âu

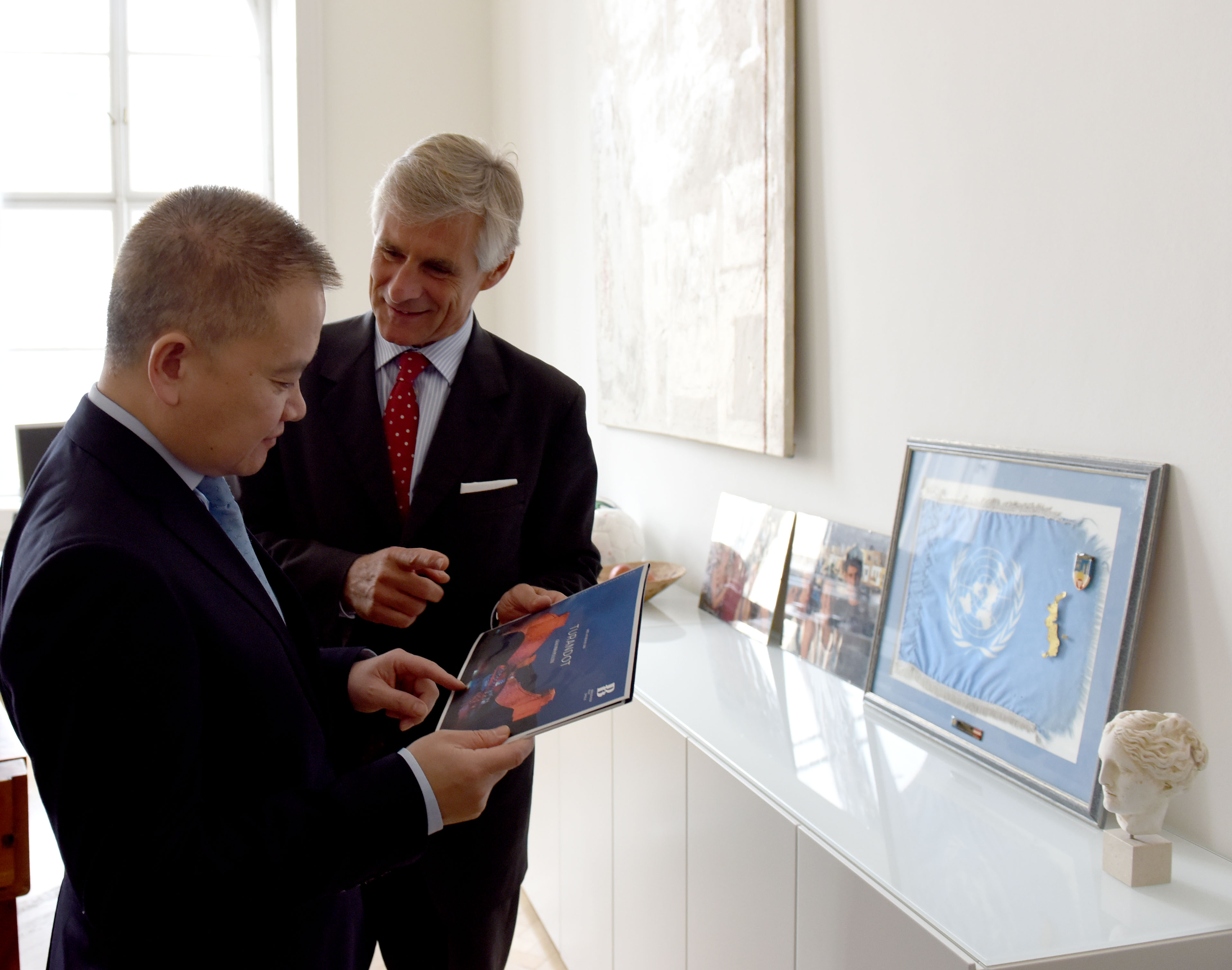
Lưu Hải Tinh và Bộ trưởng Ngoại giao Áo Michael Linhart năm 2016.

Tháng 7 năm 1985, sau khi tốt nghiệp trường Ngoại ngữ Bắc Kinh, Lưu Hải Tinh được tuyển vào Bộ Ngoại giao Trung Quốc, bắt đầu sự nghiệp của mình ở đây với vị trí đầu tiên là khoa viên của Thất (phòng) Phiên dịch, chuyên về tiếng Pháp. Giai đoạn đầu này, ông từng được điều vào nhóm chuyên viên của Trung ương tiến về tỉnh Hồ Bắc để giảng dạy tại địa phương trong thời gian ngắn 1986–87. Năm 1987, ông được điều sang Pháp để học tập, trở về năm 1988 thì bổ nhiệm làm Tùy viên của Phòng Phiên dịch, dần dần có hàm ngoại giao là Bí thư thứ Ba rồi Phó Trưởng phòng sau đó 7 năm. Từ năm 1996, ông giữ hàm Bí thư thứ Hai, chức vụ Trưởng phòng Phiên dịch Bộ Ngoại giao. Năm 1998, Lưu Hải Tinh được điều sang Đại sứ quán Trung Quốc tại Pháp làm Bí thư thứ Nhất, sau đó 3 năm thì điều tới Genève, tham gia công tác với vị trí Tham tán của Đoàn đại biểu Trung Quốc tại Liên Hợp Quốc. Đến 2003, ông được điều về nước, bổ nhiệm làm Phó Ty trưởng Ty Tây Âu của Bộ Ngoại giao, hàm Tham tán. Năm 2004, dưới tình thế sự mở rộng của Liên minh châu Âu khi hàng loạt quốc gia như Cyprus, Séc, Estonia, Hungary, Latvia, Litva, Malta, Ba Lan, Slovakia, Slovenia đồng thời gia nhập Liên minh châu Âu, Ty Tây Âu của Bộ Ngoại giao được chuyển đổi thành Ty Châu Âu, và Lưu Hải Tinh tiếp tục là Phó Ty trưởng của ty mới này. Năm 2009, ông tiếp tục trở lại Pháp làm Công sứ Đại sứ quán, trở về vào tháng 2 năm 2012 thì nhậm chức Ty trưởng Ty Châu Âu.

### Trung ương
Tháng 12 năm 2015, Lưu Hải Tinh được bổ nhiệm làm Trợ lý Bộ trưởng Bộ Ngoại giao Trung Quốc, với Bộ trưởng thời điểm này là Vương Nghị, sang tháng 3 năm 2017 thì ông được điều chuyển làm Phó Chủ nhiệm Văn phòng Ủy ban An toàn Quốc gia Trung ương. Ngày 24 tháng 2 năm 2018, ông trúng cử là đại biểu của Đại hội Đại biểu Nhân dân toàn quốc khóa XIII từ Tân Cương, sau đó được bầu làm Ủy viên Ủy ban Thường vụ Nhân Đại Trung Quốc khóa XIII, rồi Phó Chủ nhiệm Ủy ban Tư pháp và Giám sát Nhân Đại Trung Quốc. Ngày 27 tháng 7 năm 2022, ông được thăng bậc lên cấp chính bộ trưởng. Cuối năm 2022, ông tham gia Đại hội Đảng Cộng sản Trung Quốc lần thứ XX từ đoàn đại biểu khối cơ quan trung ương Đảng và Nhà nước. Trong quá trình bầu cử tại đại hội, ông được bầu là Ủy viên Ủy ban Trung ương Đảng Cộng sản Trung Quốc khóa XX.

## Đời tư
Lưu Hải Tinh kết hôn với vợ là Trương Mỹ Phương, bà cũng là một nhà ngoại giao của Trung Quốc, hiện là Tổng lãnh sự Trung Quốc tại Belfast, Vương quốc Anh. Hai người có một người con gái.